# 김승남 (1965년)
김승남(金承南, 1965년 10월 6일~)은 대한민국의 정치인이다. 1987년 6월 민주항쟁 당시 전남대학교 총학생회장, 전대협 초대 부의장 등을 지냈다.

## 학력
- 1978년 풍남국민학교 졸업
- 1981년 고흥풍양중학교 졸업
- 1984년 전남고등학교 졸업
- 1988년 전남대학교 국어국문학 학사
- 1992년 전남대학교 행정대학원 행정학 석사

## 주요 경력
- 1987년 전남대학교 총학생회 회장
- 1987년 전국대학생대표자협의회 초대 부의장
- 1993년~1995년: 민주당 이기택 총재 비서
- 1993년~1995년: 민주당 원내총무실 전문위원
- 1996년~1997년: 통합민주당 경기도 지부 광명시 을 지구당위원장
- 1998년~2004년: 박상천 국회의원 보좌관
- 2005년: 민주당 부대변인
- 2007년: 민주당 국가전략연구소 부소장
- 2011년: 광주테크노파크 기업지원단장
- 2012년 4월 11일: 대한민국 제19대 국회의원 선거 당선(전남 고흥군·보성군, 민주통합당, 초선)
- 2012년 5월~2013년 5월: 민주통합당 전라남도당 고흥군·보성군 지역위원회 위원장
- 2012년 민주통합당 당무위원 겸 수석사무부총장
- 2013년 5월~2014년 3월: 민주당 전라남도당 고흥군·보성군 지역위원회 위원장
- 2014년 새정치민주연합 당무위원 겸 원내부대표
- 2014년 3월~2015년 12월: 새정치민주연합 전라남도당 고흥군·보성군 지역위원회 위원장
- 2015년 12월~2016년 1월: 더불어민주당 전라남도당 고흥군·보성군 지역위원회 위원장
- 2016년 2월~2016년 3월: 국민의당 당무위원 겸 원내대변인
- 2016년 2월~2016년 3월: 제20대 국회의원 선거 전남 고흥군·보성군·장흥군·강진군 국민의당 국회의원 예비후보
- 2017년 4월~2017년 5월: 제19대 대통령 선거 더불어민주당 문재인 대통령 후보 전라남도 공동선거대책위원장
- 2018년 7월~2022년 5월: 대통령직속 국가균형발전위원회 전문위원 (문재인 정부)
- 2018년 7월~2024년 5월: 더불어민주당 전라남도당 고흥군·보성군·장흥군·강진군 지역위원회 위원장
- 2020년 4월 15일: 대한민국 제21대 국회의원 선거 당선(전남 고흥군·보성군·장흥군·강진군, 더불어민주당, 재선)
- 2020년 8월~2022년 8월: 더불어민주당 당무위원 겸 전라남도당 위원장
- 2021년 4월~2021년 5월: 더불어민주당 상임고문 겸 중앙당 선거관리위원회 위원
- 2022년 10월~2024년 5월: 더불어민주당 정책위원회 선임부의장
- 2024년 9월~: 제12대 광주광역시도시공사 사장

## 의정 활동
- 2012년 5월 30일~2016년 5월 29일:제19대 국회의원(전남 고흥군·보성군, 민주통합당→민주당→새정치민주연합→더불어민주당→무소속→국민의당→무소속→더불어민주당, 초선)
  - 2012.07~2013.03:제19대 국회 전반기 농림수산식품위원회 위원
  - 2013.03~2016.05:제19대 국회 전,후반기 농림축산식품해양수산위원회 위원
  - 2013.08~2014.05:제19대 국회 전반기 예산결산특별위원회 위원
  - 2014.06~2014.10:제19대 국회 후반기 운영위원회 위원
- 2020년 5월 30일~2024년 5월 29일: 제21대 국회의원(전남 고흥군·보성군·장흥군·강진군, 더불어민주당, 재선)
  - 2020.06~2022.05: 제21대 국회 전반기 농림축산식품해양수산위원회 위원
  - 2021.12~2022.06: 제21대 국회 정치개혁 특별위원회 위원
  - 2022.07~2023.06: 제21대 국회 후반기 농림축산식품해양수산위원회 간사
  - 2023.06~2024.05: 제21대 국회 후반기 농림축산식품해양수산위원회 위원
  - 2023.08~2023.10: 제21대 국회 대법원장(이균용) 임명동의에 관한 인사청문 특별위원회 위원

## 전과
- 특수공무집행방해, 폭력행위등처벌에관한법률위반: 징역 1년, 집행유예 2년 - 1990년 6월 22일 선고[1]

## 역대 선거 결과
|  | 7.15% |

|  | 51.67% |

|  | 62.81% |

## 소속 정당
| 소속 정당 | 소속 정당      | 소속 기간 | 비고      |
| --------- | -------------- | --------- | --------- |
|           | 민주당         | 1993~1995 | 정계 입문 |
|           | 통합민주당     | 1995~1996 | 합당      |
|           | 민주당         | 1996~1997 | 당명 변경 |
|           | 무소속         | 1997      | 탈당      |
|           | 새정치국민회의 | 1997~2000 | 입당      |
|           | 새천년민주당   | 2000~2005 | 합당      |
|           | 민주당         | 2005~2007 | 당명 변경 |
|           | 중도통합민주당 | 2007      | 합당      |
|           | 민주당         | 2007~2008 | 당명 변경 |
|           | 통합민주당     | 2008      | 합당      |
|           | 민주당         | 2008~2011 | 당명 변경 |
|           | 민주통합당     | 2011~2013 | 합당      |
|           | 민주당         | 2013~2014 | 당명 변경 |
|           | 새정치민주연합 | 2014~2015 | 합당      |
|           | 더불어민주당   | 2015~2016 | 당명 변경 |
|           | 무소속         | 2016      | 탈당      |
|           | 국민의당       | 2016      | 창당      |
|           | 무소속         | 2016      | 탈당      |
|           | 더불어민주당   | 2016~현재 | 복당      |

## 같이 보기
- 고흥군·보성군 (2004년 선거구)
- 고흥군의 국회의원
- 보성군의 국회의원
- 고흥군·보성군·장흥군·강진군
- 장흥군의 국회의원
- 강진군의 국회의원